# Fargesia fansipanensis
Fargesia fansipanensis är en gräsart som beskrevs av To Quyen Nguyen. Fargesia fansipanensis ingår i släktet bergbambusläktet, och familjen gräs. Inga underarter finns listade i Catalogue of Life.